# Wypraska

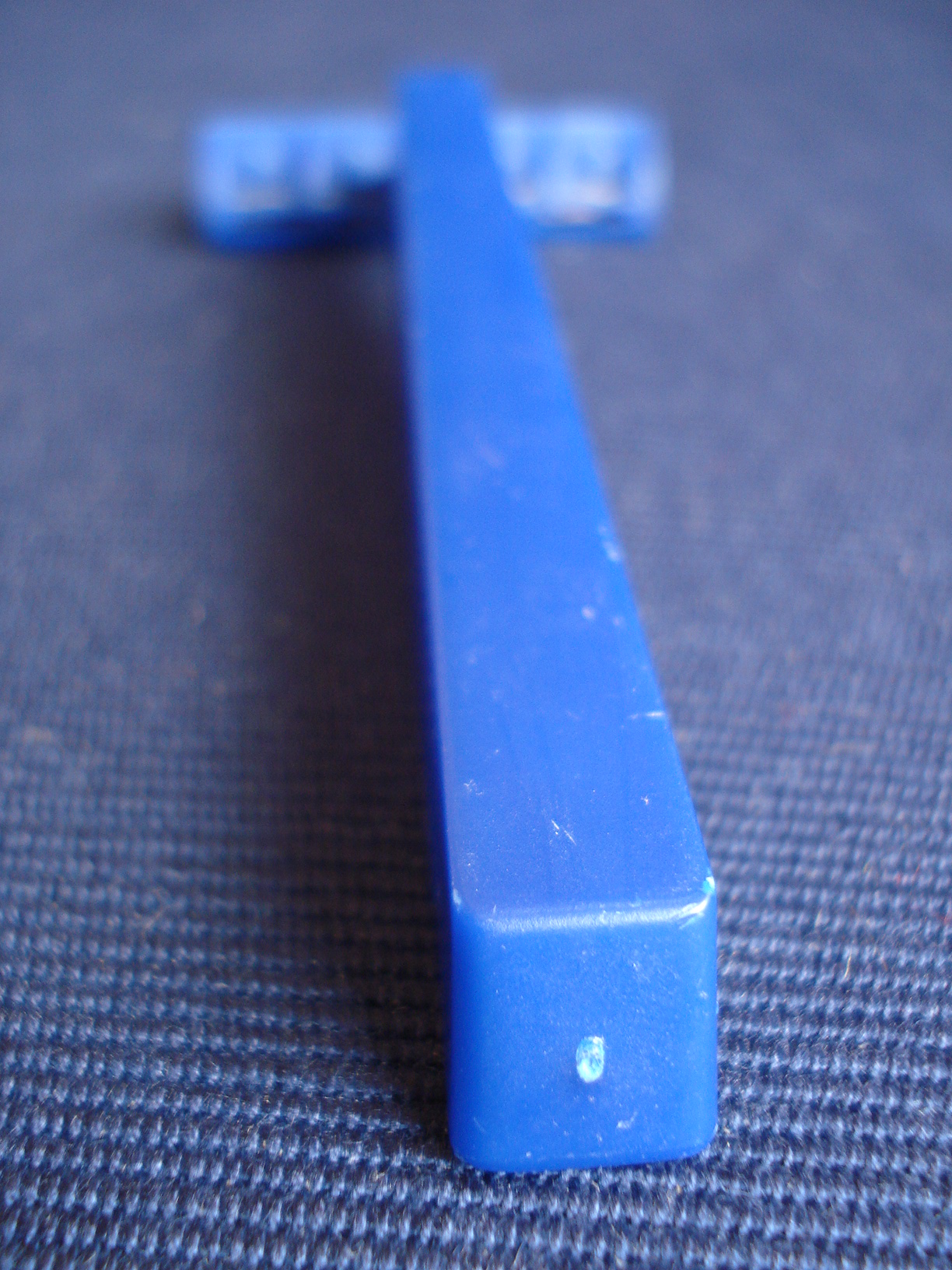
Wypraska z charakterystycznym śladem po obcięciu tworzywa, które zastygło w kanale dolotowym formy

Wypraska – wyrób powstały w procesie prasowania pod dużym ciśnieniem, również przy wysokiej temperaturze. Uzyskiwana jest w procesie obróbki tworzyw sztucznych na wtryskarkach lub w procesie prasowania na gorąco.
Wypraska często nie jest gotowym produktem i muszą zostać wykonane dodatkowe czynności, na przykład gratowanie (odcinanie przelewów), odcięcie zlewika, złożenie, sprawdzenie pod kątem wad mechanicznych.